# Peter Rodger
Peter Anthony Rodger, född 6 april 1965 i Tenterden i Kent, är en brittisk filmskapare, fotograf, och reklamregissör. Han har bland annat arbetat som andra team-regissör (second unit director), detta på filmen The Hunger Games från 2012. Han är sedan år 1996 bosatt i USA och delstaten Kalifornien, dit han valde att flytta tillsammans med sin dåvarande hustru Li-Chin Tye.
Peter Rodger är son till den brittiske bildjournalisten George Rodger och den amerikanska assistenten Lois "Jinx" Rodger (född Witherspoon), samt även avlägsen kusin till skådespelerskan Reese Witherspoon. Han har tre barn, varav det ena är sonen Elliot Rodger (1991–2014), som utförde den uppmärksammade mordmassakern i Isla Vista i maj 2014, innan han slutligen valde att ta livet av sig, genom att skjuta sig själv i huvudet. Rodger har efteråt ställt upp på flera olika intervjuer, där han har berättat om själva händelsen, samt även om sonen Elliots uppväxt.

## Filmografi (i urval)
- 2012 – The Hunger Games